# 데이노테리움
데이노테리움(Deinotherium)은 마이오세 중기부터 플라이스토세 초기까지 살았던 코끼리와 유사한 대형 장비목의 멸종한 동물이다. 그 외형은 현대 코끼리를 연상시키지만, 데이노테리움은 목이 훨씬 더 유연하여 팔다리가 보다 원초적인 생활 방식에 적응하고, 앞으로 자라는 상악 엄니와 달리 하악에서 아래로 내려와 뒤로 구부러진 엄니를 가지고 있었다. 데이노테리움은 동아프리카, 북부에서 남유럽, 동부에서 인도 아대륙에 이르기까지 널리 퍼져 있는 속이었다. 주로 나뭇잎으로 구성된 먹이를 먹는 동물들이었다. 이 속은 신진기 후반기에 숲이 우거진 지역이 점차 개방된 초원으로 대체되는 등 환경 변화로 인해 멸종했을 가능성이 높다. 데이노테리움은 아프리카에서 가장 오래 번성했으며, 초기 플라이스토세에 발견되었다.

## 역사 및 어원명
데이노테리움은 오랜 역사를 가지고 있으며, 아마도 17세기 초 프랑스의 외과의사 마소리에가 리옹 근처의 "거인의 들판"으로 알려진 지역에서 대형 동물의 뼈를 발견했을 때로 거슬러 올라간다. 마소리에는 이 뼈들을 프랑스 군주의 뼈로 추정되는 것으로 프랑스와 독일 전역에 전시한 것으로 알려져 있지만, 그 뼈가 노출되어 국립 자연사 박물관에 기증되었다. 1775년 연구자들은 이 뼈들이 "매머드와 비슷한" 동물의 것으로 추정했으며, 18세기 후반과 19세기 초반 조르주 퀴비에는 이 뼈들이 실제로 위쪽으로 구부러진 엄니를 가진 큰 맥과에 속한다고 가설을 세웠다. 그는 이를 타피르 기간테스케(Tapir gigantesque)라고 명명했다. 또 다른 초기 가설은 데이노테리움이 잠자는 동안 엄니를 사용하여 해저에 정박하는 바다소목이었을 것으로 보았다.

## 묘사

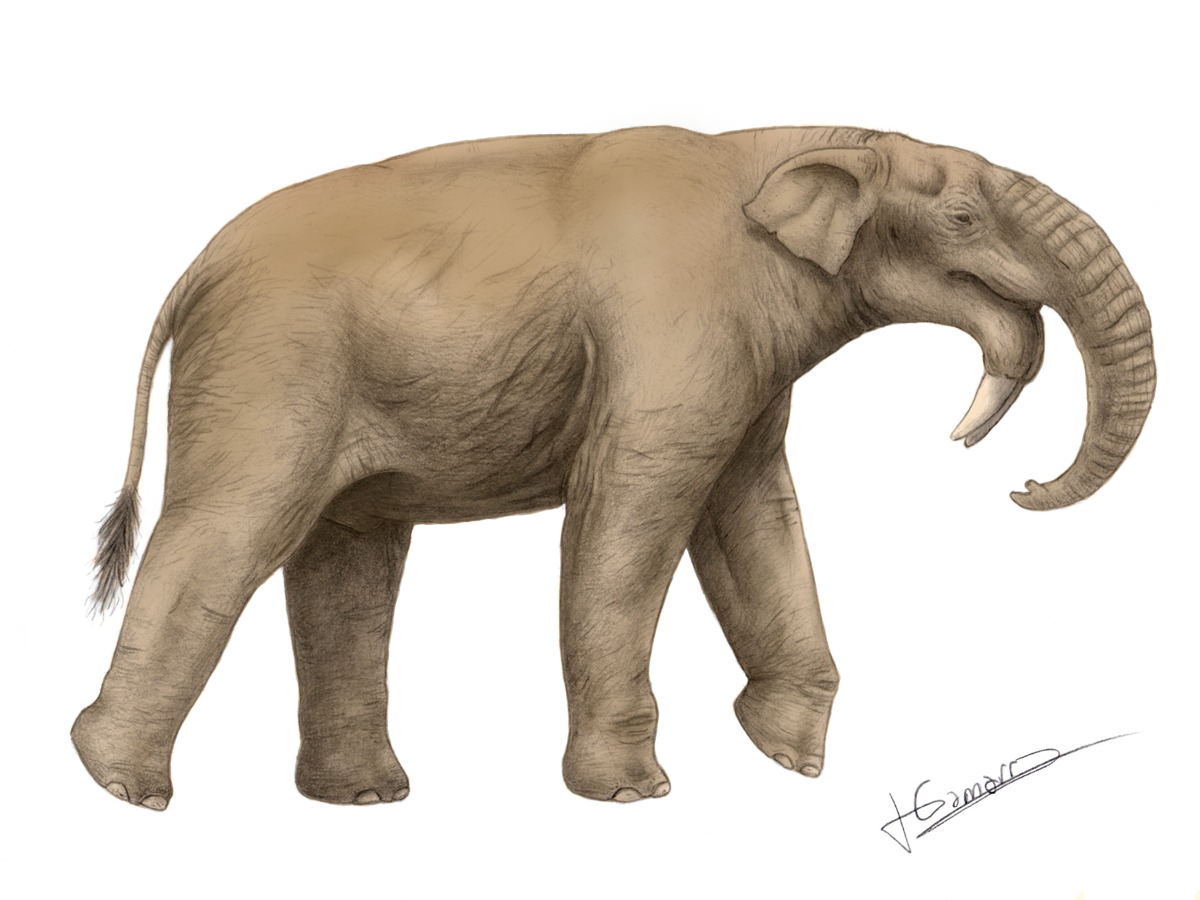
데이노테리움 보자시(D. bozasi) 복원도

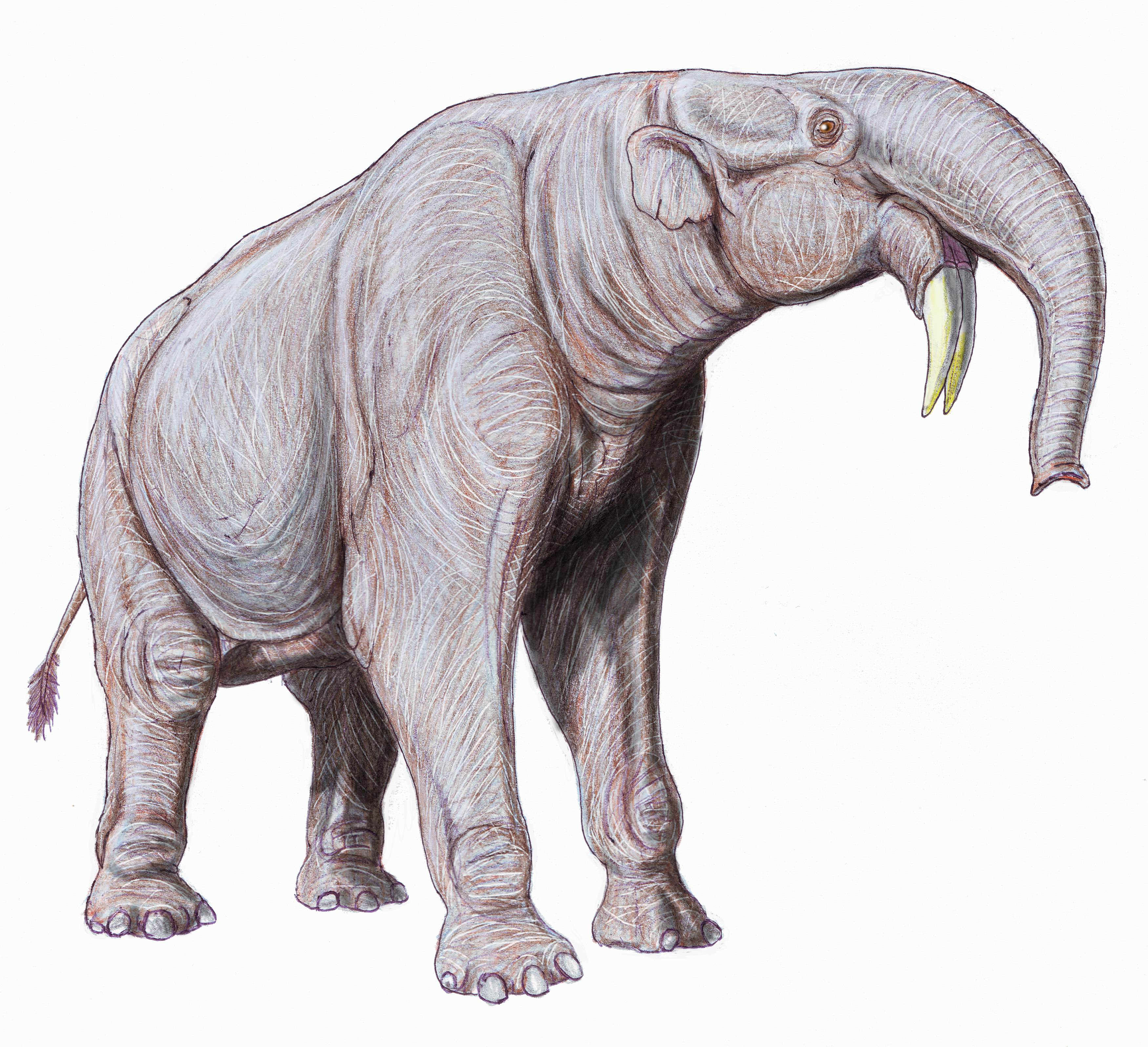
데이노테리움 기간테움(D. giganteum) 복원도

데이노테리움은 종들 간의 지속적인 성장을 보여주는 큰 몸집의 장비목이었다. 데이노테리움 기간테움(D. giganteum)의 성체 수컷 두 마리는 어깨 높이가 약 3.63~4.0m이고 몸무게는 8.8~12t이었다. 이는 데이노테리움 프로아붐(D. proavum)의 성체 수컷과 유사하며, 그 중 한 마리는 어깨 높이가 3.59m였다. 평균적인 수컷과 암컷 데이노테리움 프로아붐의 어깨 높이는 3.65m, 몸무게는 10.5t인 것으로 추정된다. 그러나 이 두 종 모두 어깨 높이가 4.01m, 몸무게가 13.2t인 데이노테리움 트라사이엔시스(D. thraceiensis)의 45세 수컷보다 작다. 가장 최근의 종인 데이노테리움 보자시(D. bozasi)는 어깨 높이가 약 3.6m, 몸무게가 9m에 달했다. 데이노테리움의 일반적인 해부학적 구조는 기둥 같은 팔다리를 가진 현대 코끼리와 비슷하지만, 다른 장비목에 비해 비례적으로 길고 날씬하다. 발가락 뼈는 코끼리보다 길고 덜 튼튼하며 목도 기린과 같은 다른 현대 연한 잎을 먹는 동물에 비해 상대적으로 길지만 여전히 상당히 짧다는 점에서 눈에 띄게 다르다.
데이노테리움의 엄니는 의심할 여지 없이 데이노테리움의 가장 즉각적인 특징이다. 현대의 장비목은 윗 앞니에서 자라는 엄니를 가지고 있지만, 엄니는 아랫 앞니에서 자라나며 윗 앞니와 아랫 송곳니가 완전히 사라진다. 곡률은 처음에 하악골 자체에 의해 형성되며, 치아 자체는 곡선의 중간 지점에서만 분출된다. 엄니가 하악골에 의해 정해진 방향을 따르는 정도는 표본마다 다르며, 일부 엄니는 곡선을 따라 뒤로 향하고 거의 반원형 모양을 형성하는 반면, 다른 표본에서는 엄니가 거의 수직으로 계속 내려간다. 엄니의 단면적은 대략 타원형이며 길이는 1.4m에 이를 수 있다.
데이노테리움에서 코끼리와 같은 탐침이나 몸통의 존재는 외부 코의 크기와 모양 덕분에 분명하지만, 이 몸통의 정확한 모양과 크기는 오랫동안 논쟁의 여지가 있는 문제이다. 역사적인 묘사에서는 일반적으로 긴 몸통과 상아가 코끼리 아랫입술 아래의 피부를 뚫고 나오는 매우 코끼리처럼 묘사된다. 2000년대 초반에 마르코프와 동료들은 데이노테리움의 얼굴 연조직에 관한 논문을 발표하면서 이러한 아이디어에 이의를 제기했다. 대신 대안적인 연조직 재구성을 제안했다. 이 논문들 중 첫 번째 논문에서 저자들은 이 동물의 상아의 기원 때문에 고전적인 뒤집힌 모습을 진화시키면서 아랫입술이 그 아래에 위치해야 한다고 주장한다. 또한 그들은 몸통이 존재하더라도 현대 코끼리와 닮지 않고 오히려 더 튼튼하고 근육질일 가능성이 높다고 제안하는데, 이는 적절한 삽입면이 없기 때문이라고 설명한다.

## 고생태학

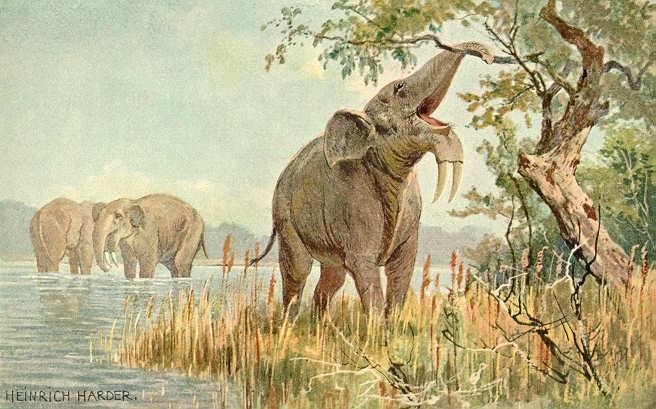
하인리히 하르더의 데이노테리움 역사 삽화

여러 주요 적응에 따르면 데이노테리움은 개방된 숲 서식지를 선호하고 나무 덮개의 잎을 먹는 장비목으로 추정된다. 아시아에서는 데이노테리움 인디컴(D. indicum)이 습하고 따뜻한 저에너지 숲과 관련이 있으며, 포르투갈에서는 현대 세네갈과 비교했을 때 습하고 열대 및 아열대 숲 조건에 해당하는 지역에서 데이노테리움 유적이 발견되었다. 탐색 생활 방식은 데이노테리움이 약간 더 높은 머리 자세를 갖게 하는 후두부의 경사와 과일, 꽃, 나무껍질, 잎을 주로 먹는 현대 맥과의 이빨을 강하게 닮았다는 점에서 뒷받침된다. 그들의 팔다리는 프로데이노테리움과 몇 가지 주목할 만한 차이점을 보여주며, 이는 데이노테리움이 유럽에서 살았던 기간 동안 숲이 널리 분열되고 초원이 확장된 것과 일치한다. 오스트리아 그라츠콘 지역과 독일 마인츠 분지에서 발견된 화석 발견에 따르면 데이노테리움은 일부 거주 지역에서 영구 거주자가 아니었다. 오스트리아에서는 정기적으로 지역을 횡단한 것으로 제안되었지만, 독일에서는 아열대 기후 조건에 존재하며 아열대 기후 조건에서는 존재하지 않는 변화하는 기후 조건에 따라 동물의 범위가 변화한다는 증거가 있다.
데이노테리움의 가장 수수께끼 같은 특징 중 하나는 뒤집힌 엄니와 그 기능이다. 데이노테리움에 대한 연구에 따르면 이 엄니는 땅을 파는 데 사용되지 않았을 가능성이 높으며 성적으로 이형되지 않아 먹이를 먹는 데 사용되었을 가능성이 가장 높다. 이 엄니는 특히 내측과 꼬리 쪽에서 마모 패턴을 보인다. 2001년 논문에서 마르코프와 동료들은 데이노테리움이 먹이를 주는 데 방해가 되었을 가지를 제거하는 데 사용했을 수 있으며, 탐침을 사용하여 잎의 물질을 입으로 운반할 수 있다고 주장한다. 데이노테리움은 그곳에서 강력한 혀 (교합 앞쪽의 주목할 만한 골을 기반으로 추론)를 사용하여 먹이를 더 조작했을 것이다. 젊은 개체의 다양한 엄니 해부학적 구조는 어린 개체의 먹이 전략을 변경할 것을 제안한다.